# 平田駅 (滋賀県)
平田駅（ひらたえき）は、滋賀県東近江市平田町にある近江鉄道八日市線（万葉あかね線）の駅である。駅番号はOR19。

## 歴史
- 1913年（大正2年）12月29日：湖南鉄道の駅として開業。
- 1927年（昭和2年）5月15日：琵琶湖鉄道汽船に合併され、同社の駅となる。
- 1929年（昭和4年）4月1日：八日市鉄道に譲渡され、同社の駅となる。
- 1944年（昭和19年）3月1日：近江鉄道に合併され、同社の駅となる。
- 2006年（平成18年）11月20日：新駅舎が完成。

## 駅構造

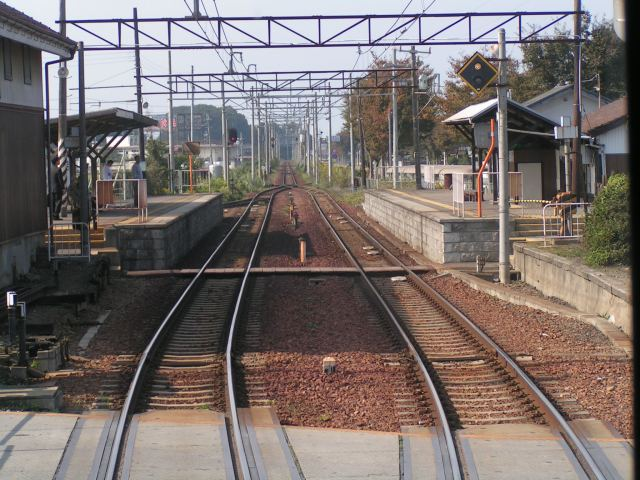
構内（2005年10月）

相対式2面2線の地上駅で、駅舎内にはコミュニティホールを併設する。平日朝および夕方の一部時間帯のみ有人駅となるが、午後は降車客の改札業務のみである。なお、ホーム間は構内踏切で連絡している。

### のりば
| 番線   | 路線                       | 方向 | 行先         |
| ------ | -------------------------- | ---- | ------------ |
| 駅舎側 | ■八日市線 （万葉あかね線） | 上り | 八日市方面   |
| 反対側 | ■八日市線 （万葉あかね線） | 下り | 近江八幡方面 |

※案内上ののりば番号は割り当てられていない。
付記事項
- 1987年のワンマン化以前は、朝時間帯に当駅 - 近江八幡間のみを運行する列車が運転されていた。
- 1996年頃に上下ホームの幅を広げる工事が行われ、上下線のホームが互いに近接するようになった。これに併せて、上り線ホームにある下り線方面の出発信号機が撤去された。

## 利用状況
近年の一日平均乗車人員の推移は下記のとおり。(東近江市統計書より)
| 年度               | 一日平均 乗車人員 |
| ------------------ | ----------------- |
| 2002年（平成14年） | 213               |
| 2003年（平成15年） | 214               |
| 2004年（平成16年） | 196               |
| 2005年（平成17年） | 194               |
| 2006年（平成18年） | 204               |
| 2007年（平成19年） | 205               |
| 2008年（平成20年） | 205               |
| 2009年（平成21年） | 164               |
| 2010年（平成22年） | 163               |
| 2011年（平成23年） | 181               |
| 2012年（平成24年） | 181               |
| 2013年（平成25年） | 182               |
| 2014年（平成26年） | 185               |
| 2015年（平成27年） | 173               |
| 2016年（平成28年） | 164               |
| 2017年（平成29年） | 170               |
| 2018年（平成30年） | 154               |
| 2019年（令和元年） | 156               |

## 駅周辺
国道421号沿いにある駅の1つである。駅北側は住宅が多く、蛇砂川に架かる橋を渡ると住宅街に至る。駅南側は田畑が大きく広がるが、寺や神社がある。南へ抜けると滋賀食肉公社に至る。なお、駅のすぐ西側には近江八幡市と東近江市の市境がある。
- 滋賀県立八日市養護学校
- 日本産地直売食品（日産食品）[4]
- 平田駅前教育集会所
- 集いの郷ドッグラン
- 大宮神社
- 国道421号
- 八風街道
- ちょこっとバス「平田駅前」停留所 - 平田駅前教育集会所の前にあり、市辺上平木線が経由する。
- 蛇砂川

## 隣の駅
近江鉄道
■八日市線（万葉あかね線）
■快速
通過
■普通
武佐駅（OR20） - 平田駅（OR19） - 市辺駅（OR18）

### 記事本文